# تیر (کارولینای شمالی)
تیر (به انگلیسی: Teer) یک منطقهٔ مسکونی در ایالات متحده آمریکا است که در شهرستان اورنج، کارولینای شمالی واقع شده‌است. تیر ۱۴۸٫۱۳ متر بالاتر از سطح دریا واقع شده‌است.